# Chamin

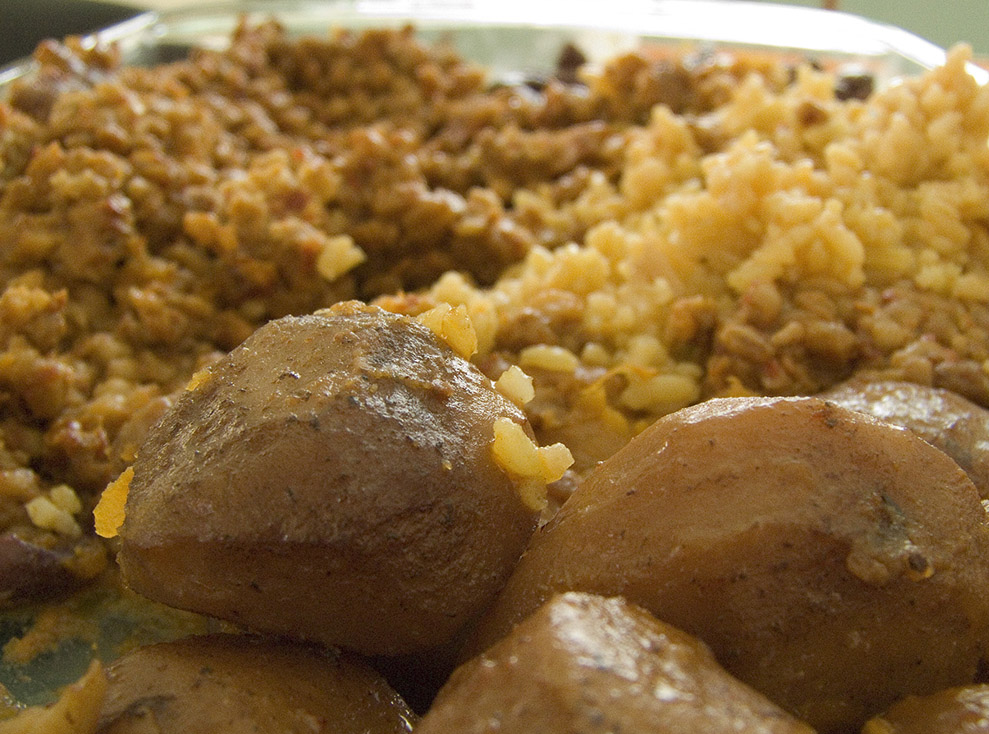
Detall d'un plat de ħamín.

El ħamín o també hamín (judeocastellà, hammin, ḥamin (חמין, חַמִּין) és una espècie de bullit servit durant el Sàbat a les cases dels jueus sefardites. La paraula ħamín té el seu origen etimològic en la paraula hebrea חם—"calor", pel fet que roman durant llarg temps en una font de calor: forn, xemeneia, o una olla de cocció lenta. La font de la paraula prové de la Mixnà Xabbat on ħamín es refereix a una font d'"aigua calenta". A algunes parts del món sefardita aquest tipus de plat s'anomena "s'chinah" o "sh'chinah", mot procedent d'una altra paraula hebrea per a "calor"

## Costums
Com és sabut els sefardites estan sotmesos a la llei jueva i durant la celebració del Sàbat no poden cuinar, la preparació del bullit Txólent té les mateixes regles. Mentre que la Torà proscriu encendre un foc en el període del xabbat, les regles orals esmenten que es pot manejar un foc si ha estat encès abans del xabbat per mantenir el menjar calent. Una branca del judaisme denominada caraisme nega la veracitat de la llei oral i només mengen menjar fred durant el xabbat i consideren herètic l'ús de focs per cuinar i preparar plats com aquests.

## Característiques
Els ingredients i les proporcions d'aquests plats varien de regió en regió. Els sefardites del Kurdistan, per exemple, primer preparen algunes verdures tals com a pebrots, tomàquets, albergínies i cogombre amb carn de vaca i arròs cuit, tot això es posa a la cassola i s'acompanya de carns caixer i cigró perquè aguantin el llarg cuinat al llarg de la nit i part del dia del dissabte. Els jueus de l'Iraq solen cuinar un pollastre amb arròs i ho denominen tebit. Els jueus sefardites del Marroc en fan una versió denominada dafeena que porta espècies com a all, canyella, alguns plats típics de la cuina espanyola com el bullit madrileny provenen d'aquest plat.
Un derivat del ħamín són els ous a la ħamin. Originàriament es cuinaven amb el ħamin uns ous bullits. Els ous són un acompanyament molt popular en els ful medammes (faves a Egipte).